# Bát đại nguyên lão
Bát đại nguyên lão Đảng Cộng sản Trung Quốc (chữ Hán: 中共八大元老, bính âm: Zhōnggòng Bādà yuánlǎo), gọi tắt Trung Cộng Bát lão (中共八老) hoặc Bát lão trị quốc (治国八老), là chỉ tám chính trị gia và quân sự gia (hay còn gọi là lão cán bộ, nguyên lão - lớp người cao tuổi có được kinh nghiệm từng trải, danh vọng và phụ trách ngành chính trị hằng năm) của Đảng Cộng sản Trung Quốc, nước Cộng hoà Nhân dân Trung Hoa và Giải phóng quân Nhân dân Trung Quốc mà về phương diện chính trị có được quyền lực quyết định chính sách và sách lược thực tế ở Trung Quốc đại lục vào khoảng thời gian trong thập niên 1980 đến thập niên 1990 (tức là thời kì tập thể lãnh đạo Đảng Cộng sản Trung Quốc đời thứ hai lấy Đặng Tiểu Bình làm hạt nhân trung tâm). Lúc đó, đa số những nguyên lão này phần nhiều không đảm nhiệm chức vụ lãnh đạo tối cao Đảng và Chính phủ, tuy nhiên, sức ảnh hưởng và quyền quyết định của họ sau hậu trường ngang bằng hoặc lớn hơn người lãnh đạo ít tuổi thực tế đảm nhiệm chức vụ lãnh đạo trong khoảng thời gian đó.

## Quan niệm, lập luận nguyên lão
Đây là quan niệm, lập luận phi chính thức, thấy sớm nhất ở phương tiện truyền thông Hồng Kông. Nhân vật cụ thể có liên quan Bát lão Đảng Cộng sản Trung Quốc bao năm qua đều có những cái không giống nhau, dưới đây là hai cách nói tương đối thường thấy nhất:
1. Đặng Tiểu Bình, Trần Vân, Lý Tiên Niệm, Bành Chân, Dương Thượng Côn, Đặng Dĩnh Siêu, Bạc Nhất Ba và Vương Chấn.
2. Đặng Tiểu Bình, Trần Vân, Bành Chân, Dương Thượng Côn, Bạc Nhất Ba, Tống Nhậm Cùng, Vạn Lý và Tập Trọng Huân.

Nguyên nhân danh sách xuất hiện hai phiên bản có thể là dùng thích hợp cho thời kì khác nhau, tức Lý Tiên Niệm, Đặng Dĩnh Siêu và Vương Chấn trong hàng Bát lão Đảng Cộng sản Trung Quốc đầu tiên qua đời liên tiếp từ năm 1992 đến năm 1993, thành viên Bát lão Đảng Cộng sản Trung Quốc lại thay vào thêm là Tống Nhậm Cùng, Vạn Lý và Tập Trọng Huân.
Ngoài ra cũng có bài viết lấy hai phiên bản ở trên tiến hành tổng hợp, rồi hình thành quan niệm, lập luận Thập nhị lão. Trên thật tế, Bát lão Đảng Cộng sản Trung Quốc được coi là sự triệu tập về các nguyên lão cấp chính quốc của Đặng Tiểu Bình, bao gồm: Diệp Kiếm Anh, Trần Vân, Lý Tiên Niệm, Bành Chân, Đặng Dĩnh Siêu, Lưu Bá Thừa, Từ Hướng Tiền, Niếp Vinh Trăn, Dương Thượng Côn, Vương Chấn, Bạc Nhất Ba và Tống Nhiệm Cùng.
Tuy nhiên, nguyên lão trong Cục Chính trị Trung ương khoá 12 Đảng Cộng sản Trung Quốc là Diệp Kiếm Anh, Đặng Tiểu Bình, Lý Tiên Niệm, Trần Vân, Bành Chân, Đặng Dĩnh Siêu, Từ Hướng Tiền, Dương Thượng Côn, Vương Chấn, Tống Nhậm Cùng, Ô Lan Phu, Tập Trọng Huân và Vạn Lý.
Triệu Thiên Nguyên, lính cảnh vệ của Trần Vân, cho biết là Đặng Tiểu Bình và Trần Vân trong Bát lão Đảng Cộng sản Trung Quốc thực tế là người một nhà ở thời kì đó, Đặng Tiểu Bình có sẵn quyền quyết định, Trần Vân có sẵn quyền phủ quyết.

## Bảng tóm tắt tin tức Bát đại nguyên lão Đảng Cộng sản Trung Quốc
Các tin tức có quan hệ với nhau về năm sinh năm chết của các người ở trên, năm tham gia cách mạng Đảng Cộng sản Trung Quốc, chức vị trọng yếu khi coi giữ phụ trách chính trị ở thập niên 1980, đánh giá sau khi qua đời do Đảng Cộng sản Trung Quốc truy tặng và con em hậu bối của gia tộc các người ở trên, được biểu thị phần dưới.
| Nhân vật            | Hình ảnh                              | Sinh     | Mất      | Năm tham gia cách mạng Đảng Cộng sản Trung Quốc | Chức vị trọng yếu trong bộ máy chính trị |
| ------------------- | ------------------------------------- | -------- | -------- | ----------------------------------------------- | --- |
| Đặng Tiểu Bình      |                                       | Năm 1904 | Năm 1997 | Năm 1922                                        | Uỷ viên Uỷ ban Thường vụ Bộ Chính trị Trung ương Đảng Cộng sản Trung Quốc Phó chủ tịch Uỷ ban Trung ương Đảng Cộng sản Trung Quốc Chủ nhiệm Uỷ ban Cố vấn Trung ương Đảng Cộng sản Trung Quốc Chủ tịch Uỷ ban Toàn quốc Hội nghị Hiệp thương Chính trị Nhân dân Trung Quốc Chủ tịch Uỷ ban Quân sự Trung ương Đảng Cộng sản Trung Quốc Chủ tịch Uỷ ban Quân sự Trung ương nước Cộng hoà Nhân dân Trung Hoa |
| Trần Vân            |                                       | Năm 1905 | Năm 1995 | Năm 1925                                        | Uỷ viên Uỷ ban Thường vụ Bộ Chính trị Trung ương Đảng Cộng sản Trung Quốc Phó chủ tịch Uỷ ban Trung ương Đảng Cộng sản Trung Quốc Bí thư thứ nhất Uỷ ban Kiểm tra Kỉ luật Trung ương Đảng Cộng sản Trung Quốc Chủ nhiệm Uỷ ban Cố vấn Trung ương Đảng Cộng sản Trung Quốc |
| Lý Tiên Niệm        |                                       | Năm 1909 | Năm 1992 | Năm 1927                                        | Uỷ viên Uỷ ban Thường vụ Bộ Chính trị Trung ương Đảng Cộng sản Trung Quốc Phó chủ tịch Uỷ ban Trung ương Đảng Cộng sản Trung Quốc Chủ tịch nước Cộng hoà Nhân dân Trung Hoa Chủ tịch Uỷ ban Toàn quốc Hội nghị Hiệp thương Chính trị Nhân dân Trung Quốc |
| Bành Chân           |                                       | Năm 1902 | Năm 1997 | Năm 1923                                        | Uỷ viên Bộ Chính trị Trung ương Đảng Cộng sản Trung Quốc Uỷ viên trưởng Uỷ ban Thường vụ Đại hội đại biểu nhân dân toàn quốc nước Cộng hòa Nhân dân Trung Hoa |
| Dương Thượng Côn    |                                       | Năm 1907 | Năm 1998 | Năm 1926                                        | Uỷ viên Bộ Chính trị Trung ương Đảng Cộng sản Trung Quốc Chủ tịch nước Cộng hoà Nhân dân Trung Hoa Phó chủ tịch Uỷ ban Quân sự Trung ương Đảng Cộng sản Trung Quốc Phó chủ tịch Uỷ ban Quân sự Trung ương nước Cộng hòa Nhân dân Trung Hoa |
| Bạc Nhất Ba         |                                       | Năm 1908 | Năm 2007 | Năm 1925                                        | Uỷ viên dự khuyết Bộ Chính trị Trung ương Đảng Cộng sản Trung Quốc (được tuyển cử và thăng lên thông qua Hội nghị toàn thể lần thứ nhất Uỷ ban Trung ương khoá 8 Đảng Cộng sản Trung Quốc) Phó chủ nhiệm thường vụ Uỷ ban Cố vấn Trung ương Đảng Cộng sản Trung Quốc |
| Vương Chấn          |                                       | Năm 1908 | Năm 1993 | Năm 1927                                        | Uỷ viên Bộ Chính trị Trung ương Đảng Cộng sản Trung Quốc Phó chủ tịch nước Cộng hoà Nhân dân Trung Hoa Hiệu trưởng Trường đảng Trung ương Đảng Cộng sản Trung Quốc Phó chủ nhiệm Uỷ ban Cố vấn Trung ương Đảng Cộng sản Trung Quốc |
| Đặng Dĩnh Siêu (nữ) | Tập tin:Yingchao (1963) (cropped).jpg | Năm 1904 | Năm 1992 | Năm 1924                                        | Uỷ viên Bộ Chính trị Trung ương Đảng Cộng sản Trung Quốc Chủ tịch Uỷ ban Toàn quốc Hội nghị Hiệp thương Chính trị Nhân dân Trung Quốc |
| Tống Nhậm Cùng      |                                       | Năm 1909 | Năm 2005 | Năm 1926                                        | Uỷ viên Bộ Chính trị Trung ương Đảng Cộng sản Trung Quốc Phó chủ nhiệm Uỷ ban Cố vấn Trung ương Đảng Cộng sản Trung Quốc |
| Vạn Lý              | Tập tin:Wan Li.jpg                    | Năm 1916 | Năm 2015 | Năm 1936                                        | Uỷ viên Bộ Chính trị Trung ương Đảng Cộng sản Trung Quốc Uỷ viên trưởng Uỷ ban Thường vụ Đại hội đại biểu nhân dân toàn quốc nước Cộng hòa Nhân dân Trung Hoa |
| Tập Trọng Huân      |                                       | Năm 1913 | Năm 2002 | Năm 1926                                        | Uỷ viên Bộ Chính trị Trung ương Đảng Cộng sản Trung Quốc Phó uỷ viên trưởng Uỷ ban Thường vụ Đại hội đại biểu nhân dân toàn quốc nước Cộng hòa Nhân dân Trung Hoa |

## Nguyên lão Đảng Cộng sản Trung Quốc còn sống
Tên gọi nguyên lão Đảng Cộng sản Trung Quốc mà thời bây giờ gọi là lão đồng chí, là chỉ quan lại chức vị cao từng đảm nhiệm qua chức vụ lãnh đạo chức vụ cấp chính quốc của Uỷ ban Trung ương Đảng Cộng sản Trung Quốc, Đại hội đại biểu nhân dân toàn quốc Trung Quốc, Quốc vụ viện nước Cộng hoà Nhân dân Trung Hoa, Hội nghị Hiệp thương Chính trị Nhân dân Trung Quốc và Uỷ ban Quân sự Trung ương Trung Quốc, khi đến tham dự hoạt động và hội nghị, xếp thành hàng ở phía sau của Uỷ viên Uỷ ban Thường vụ Bộ Chính trị Trung ương Đảng Cộng sản Trung Quốc và phía trước Uỷ viên Bộ Chính trị Trung ương Đảng Cộng sản Trung Quốc, cho nên nhân viên lễ tân xếp đặt theo thứ tự ở phía sau của Uỷ viên Thường vụ và Uỷ viên Bộ Chính trị Trung ương Đảng Cộng sản Trung Quốc. Lão đồng chí đang thối hưu khác xét về chức vụ lãnh đạo từ Uỷ ban Trung ương Đảng Cộng sản Trung Quốc, Đại hội đại biểu nhân dân toàn quốc Trung Quốc, Quốc vụ viện nước Cộng hoà Nhân dân Trung Hoa, Hội nghị Hiệp thương Chính trị Nhân dân Trung Quốc và Uỷ ban Quân sự Trung ương Trung Quốc xếp đặt ngay ở phía sau người lãnh đạo Đảng Cộng sản và Nhà nước Trung Quốc hiện đang đảm nhiệm chức vụ. Mỗi năm Tết Trung Quốc hoặc buổi chiều tối của trước bất kì ngày lễ trọng đại, người lãnh đạo Đảng Cộng sản và Nhà nước Trung Quốc hiện đang đảm nhiệm chức vụ tách ra thăm hỏi hoặc uỷ thác đồng chí phụ trách phương diện có liên quan thăm hỏi lão đồng chí, trao gửi lời thăm hỏi thành khẩn đến các lão đồng chí, tự đáy lòng chúc nguyện các lão đồng chí vui vẻ, thích ý, mạnh khoẻ và trường thọ.
Tuy uỷ ban cố vấn quyền lực của các cựu lãnh đạo do Đặng Tiểu Bình bị dẹp bỏ vào năm 1992 nhưng quyền lãnh đạo của các cựu lãnh tụ đảng vẫn không thay đổi,đó là một phần di sản của chế độ lãnh đạo cộng sản tại Trung quốc
Hiện nay các cựu lãnh đạo về hưu vẫn còn quyền xét duyệt các văn Kiện của uỷ ban thường vụ bộ chính trị cơ quan đầu não của Trung Quốc, họ cũng được gọi là các Nguyên lão, họ kế thừa di sản chia sẻ quyền lực khi đã nghỉ hưu của Bát Đại Nguyên Lão.
- Hồ Cẩm Đào: 1942, cựu Tổng bí thư, chủ tịch nước, chủ tịch quân uỷ trung ương (nhân vật số 1 khi tại vị)
- Ngô Bang Quốc: 1941, cựu Uỷ viên thường vụ bộ chính trị, uỷ viên trưởng (nhân vật số 2 khi tại vị)
- Chu Dung Cơ: 1928 cựu Uỷ viên Thường vụ bộ chính trị, thủ tướng quốc vụ viện (nhân vật số 3 khi tại vị)
- Ôn Gia Bảo: 1942, cựu Ủy viên thường vụ bộ chính trị, thủ tướng quốc vụ viện (nhân vật số 3 khi tại vị)
- Lý Thuỵ Hoàn: 1934, cựu Uỷ viên thường vụ bộ chính trị, Chủ tịch Chính Hiệp (nhân vật số 4)
- Giả Khánh Lâm: 1940, cựu Uỷ viên thường vụ bộ chính trị, Chủ tịch Chính Hiệp (nhân vật số 4)
- Tăng Khánh Hồng: 1939, cựu Ủy viên thường vụ bộ chính trị, Phó chủ tịch nước (nhân vật số 5)
- Tống Bình: 1917, cựu Uỷ viên thường vụ bộ chính trị (nhân vật số 5)
- Uý Kiện Hành: 1931, cựu Ủy viên Thường vụ bộ chính trị, Bí thư ban kiểm tra (nhân vật số 6)
- Lý Lam Thanh: 1932, cựu Uỷ viên thường vụ bộ chính trị, phó thủ tướng quốc vụ viện (nhân vật số 7)
- Ngô Quan Chính: 1938, cựu Uỷ viên thường vụ bộ chính trị, Bí thư ban kiểm tra (nhân vật số 6)
- Lý Trường Xuân: 1944, cựu Uỷ viên thường vụ bộ chính trị (nhân vật số 5)
- La Cán: 1935, Cựu Uỷ viên thường vụ bộ chính trị (nhân vật thứ 9)
- Hạ Quốc Cường: 1942, cựu Uỷ viên thường vụ bộ chính trị, bí thư ban kiểm tra (nhân vật thứ 8)
- Chu Vĩnh Khang, 1942, cựu ủy viên thường vụ bộ chính trị, là trường hợp đặc biệt, 1 nguyên lão cấp cao bị cách chức và điều tra, kết án tù chung thân do tham nhũng năm 2013